# David Douglas Cunningham

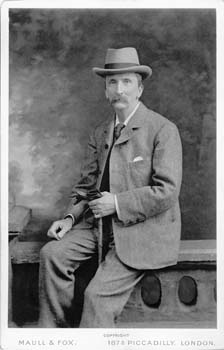
David Douglas Cunningham

David Douglas Cunningham (* 29. September 1843 in Prestonpans; † 31. Dezember 1914 in Torre Mount, Torquay) war ein britischer Mediziner, der in Indien unter anderem die Cholera erforschte. Sein offizielles botanisches Autorenkürzel lautet „D. D. Cunn.“

## Leben
Cunningham studierte Medizin am Royal College of Physicians of Edinburgh und der University of Edinburgh, 1867 schloss er das Studium ab. Ein Jahr danach ging er in den Indian Medical Service. Dort sollte er zunächst die Cholera untersuchen und legte einen Zwischenstopp in München ein, wo er studierte. 1869 kam er mit Timothy Richards Lewis in Calcutta an. 1874 wurde er Assistent für spezielle Aufgaben beim Sanitätskommissar für Indien und 1879 Professor für Physiologie am Medical College in Calcutta. 1888 wurde er Surgeon Major im Bengal Medical Service und Honorary Surgeon des Vizekönigs von Indien.
Damals gab es mehrere Theorien über den Ursprung der Cholera, darunter die schlechter Luft (Miasma), ansteckender Infektion über kleine Überträger oder Übertragung über die Luft in Form von Sporen ähnlich wie bei Pilzen. Cunningham selbst war ein Pionier in der Untersuchung der Ausbreitung von biologischem Material (Pollen, Sporen u. a.) über die Luft, was er mit einem speziellen Messgerät untersuchte (Aeroconiscop). Die Cholerastudien kamen zunächst nicht weiter und wurden 1879 eingestellt, aber wiederaufgenommen, nachdem Robert Koch 1883 in Indien den Choleraerreger identifiziert hatte (Quarantäne für Besucher aus Indien drohte in Europa und Handelsbeschränkungen). Man setzte 1884 eine Kommission mit Cunningham, Emanuel Klein und Heneage Gibbes ein und finanzierte ein Labor, das Cunningham unterstand. Die Ergebnisse von Koch wurden bestätigt (man fand sowohl im Wasser als auch in den Cholerapatienten ähnliche Erreger), konnte sich aber nicht vollständig zu einer Bestätigung durchringen.
Er befasste sich auch mit Zoologie und Botanik und war als Biologe 1886 Teilnehmer einer Tibet-Expedition und 1887/88 einer Expedition in Sikkim. Cunningham befasste sich unter anderem mit Schlangengiften, der Befruchtung von Feigenbäumen sowie parasitischen Algen. Er war zeitweise in Stellvertretung Leiter des Botanischen Gartens in Calcutta und im Rat von dessen Zoologischem Garten. 1898 ging er aufgrund nachlassender Gesundheit in den Ruhestand nach England (zuletzt war er Oberst) und wurde Arzt von George V. ehrenhalber (Honorary Physician). Cunningham war unverheiratet.
1889 wurde er Fellow der Royal Society und 1893 Companion of the Order of the Indian Empire. Er war Fellow der Zoological Society of London und der Linnean Society of London.

## Veröffentlichungen (Auswahl)
- Some Indian Friends and Acquaintances: A Study of the Ways of Birds and other Animals Frequenting India. John Murray, London 1903. (Digitalisat in der Wellcome Collection)
- Plagues and pleasures of life in Bengal. John Murray, London 1907. (Digitalisat in der Wellcome Collection)